# Ноах, Мордехай Мануэль
Мордехай Мануэль Но́а или Но́ах (англ. Mordecai Manuel Noah; род. в Филадельфии в 1785 г., умер в Нью-Йорке в 1851 г.) — американский политик, журналист, шериф, филантроп и драматург .
Член Демократической партии США в Нью-Йорке (лидер Таммани-холла в 1827—1828 гг.). Сионист (точнее, территориалист): пытался организовать автономную еврейскую территорию под названием «Арарат» на Гранд-Айленд в пределах штата Нью-Йорк (1825), а после неудачи обратился к христианскому миру (1844) с призывом помощи в организации автономии в Палестине.

## Биография
Был потомком португальских выходцев, отец его принимал участие в войне за независимость.
Некоторое время Ноах служил в контроле, а в 1800 г. был представителем прессы в парламенте Пенсильвании. Когда несколько лет спустя отправился в Чарльстон изучать право, то получил одновременно и место редактора органа «City Gazette».
Был одним из самых горячих сторонников войны 1812 г. с Англией; его резкость повлекла за собой целый ряд вызовов на дуэль.
Ноах был назначен консулом в Тунис (1813), куда ему пришлось отправиться с довольно деликатной миссией поддержать на соответствующей высоте престиж Соединённых Штатов на Средиземном море. Случилось, что алжирские пираты захватили американское судно и увели в плен весь его экипаж. Действуя крайне осторожно, он делал вид, что в выкупе пленных заинтересованы исключительно их друзья. Ноах был вынужден выйти из назначенного ему бюджета. Политические враги его воспользовались этим обстоятельством, и Ноах покинул службу; правда, государственный секретарь Монро определённо высказался, что главным мотивом отставки служит принадлежность Ноаха к известной вере.
Занятия журналистикой не удовлетворяли Ноаха; он занимал последовательно посты шерифа, судьи и инспектора нью-йоркского порта, принимая в то же время самое деятельное участие в «National Advocate», «New York Enquirer», «Evening Star», «Commercial Advertiser» и в других журналах. Одновременно он выпустил ряд литературных очерков, путешествий и переводов, как:
- «Gleanings from a Gathered Harvest»,
- «Travels in England, France, Spain, and the Barbary States»,
- «Book of Jashar»,
- «Discourse on the restoration of the Jews», ib., 1845 (о восстановлении политической самостоятельности евреев).

Он приобрёл также имя популярного автора пьес для сцены («She would be а Soldier», «The grecian captive», «The Siege of Tripoli» и др.).

### Идея еврейского штата «Арарат»
Во время своих путешествий Ноах имел возможность близко познакомиться с положением евреев в различных странах; он вынес впечатление, что единственным верным решением еврейского вопроса может быть только образование автономной еврейской территории, а именно — возрождение еврейского народа в стране предков. Видя невозможность направить поток еврейской эмиграции в Палестину, он всё же не мог отказаться от концентрации его, хотя бы временно, в одном определённом пункте: Ноах решил образовать еврейский штат на Гранд-Айленде в пределах штата Нью-Йорк (1825), где он приобрёл при помощи одного христианина участок в 2555 акров земли (по $4.38 за акр).
1 сентября 1825 г. он выпустил прокламацию, приглашая евреев всех стран в новооснованную им колонию «Арарат», торжественная закладка которой состоялась в Буффало в том же году. Место было выбрано, главным образом, ввиду многообещающих коммерческих перспектив, так как «Арарат» окружён Великими озерами и находится недалеко от Эрийского канала, в то время недавно прорытого, и Ноах считал его превосходно приспособленным к тому, чтобы стать величайшим промышленным и торговым центром нового, лучшего света. Буффало в то время ещё не имел нынешнего коммерческого значения, и Ноах верил пророческому предсказанию Карлейля в его описании Ниагарского водопада, что «водопад доставит величайшую в мире водяную энергию для промышленных целей».
Закладка первого камня сопровождалась пушечными залпами, на торжестве присутствовали сановники штата и представители федерации, христианского духовенства, франкмасонов и даже американских индейцев, которых Ноах отождествлял с «потерянными коленами Израиля» и которые тоже должны были найти убежище в новом «Арарате». Назначив себя «судьёй и правителем» Израиля, Ноах выпустил прокламацию, в которой объявлял об основании еврейского царства в стране Великих озёр впредь до восстановления Палестинского царства.
Проектированный город, однако, не был построен. В начале XX века единственным вещественным воспоминанием о всем проекте являлся камень (см. иллюстрацию в ЕЭБЕ) для закладки предполагавшегося города, хранившийся в Историческом обществе (будущем музее) в Буффало, с чёткой ещё надписью на лицевой стороне, относящейся к 1825 г.
Эта неудача ещё более укрепила Ноаха в мыслях об автономии в Палестине. Тогдашние политические условия казались ему очень благоприятными для её создания; он верил, что наступил момент, когда евреи могут потребовать признания своих человеческих прав. В 1844 г. Ноах обратился к христианскому миру с призывом помочь евреям в деле их возрождения в древнем отечестве. Помощь эту он считал нравственной обязанностью христиан. Речь, произнесённая им перед большими собраниями, была затем издана отдельной брошюрой.

## Издания
- 1813—1814: «Путешествия по Англии, Франции, Испании и Варварийским странам» / Travels in England, France, Spain, and the Barbary States
- 1837 : «Речь о доказательствах того, что американские индейцы являются потомками потерянных племён Израиля» / Discourse of the Evidence of the American Indians being the descendants of the Lost Tribes of Israël
- 1844: «Речь о возрождении евреев» / Discourse on the Restoration of the Jews

## О нём
- Вольф, Саймон, Биография Мордехая Мануэля Ноаха / «Mordecai Manuel Noah: A Biographical Sketch» (Филадельфия, 1897)